# 佐竹義履
佐竹 義履（さたけ よしふみ、1896年（明治29年）1月25日 - 1958年（昭和33年）3月2日）は、昭和期の技官、政治家、華族。貴族院男爵議員、佐竹氏一門の佐竹西家20代当主。旧名・竹田良治。

## 経歴
秋田県士族・竹田富之助の二男として生まれる。佐竹西家の当主で兄・佐竹義度（富之助長男）の死跡を相続し、1914年（大正3年）4月23日、男爵を襲爵。その後、義履と改名した。
1924年（大正13年）東京農業大学大学部を卒業。1929年（昭和4年）帝室林野局技手に就任。その後、1944年（昭和19年）3月10日に同技師に就任した。
同月30日、貴族院男爵議員補欠選挙で当選し、公正会に所属して活動し1947年（昭和22年）5月2日の貴族院廃止まで1期在任した。

## 栄典
位階等
- 1922年（大正11年）2月10日 - 正五位[9]
- 1937年（昭和12年）3月1日 - 正四位[10]
- （不明） - 従三位[3]

## 親族
- 妻：保枝（やすえ）。川上操六の長男・川上素一の長女[1]
- 長男：義信[1]
- 長女：典子（叔父・川上邦良〔素一長男〕養子）[1]